# Ariha
Ariha (arab. ‏أَرِيحَا‎) – miasto w Syrii, w muhafazie Idlib. W spisie z 2004 roku liczyło 39 501 mieszkańców.
Siedziba poddystryktu Ariha.

## Historia
Po rozpoczęciu wojny w Syrii miejscowość stała się celem ataków islamistycznych rebeliantów z racji położenia na drodze M4 prowadzącej do nadmorskiej Latakii. 24 sierpnia 2013 została zajęta przez formację Ahrar asz-Szam, po czym 3 września odbita przez prorządowe Siły Obrony Narodowej (NDF).
29 maja 2015 Ariha została ponownie zdobyta przez terrorystów związanych z Al-Ka’idą.